# Strumigenys dyak
Strumigenys dyak är en myrart som beskrevs av Brown 1959. Strumigenys dyak ingår i släktet Strumigenys och familjen myror. Inga underarter finns listade i Catalogue of Life.